# Kosmos 2387
Kosmos 2387, ruski vojni izviđački satelit, iz programa Kosmos. Vrste je Jantar-4K2 (Kobaljt br. 555).
Lansiran je 25. veljače 2001. godine u 17:26 s kozmodroma Pljesecka u Rusiji. Lansiran je u nisku orbitu oko planeta Zemlje raketom nosačem Sojuz-U 11A511U. Orbita mu je bila 165 km u perigeju i 344 km u apogeju. Orbitna inklinacija bila mu je 67,12°. Spacetrackov kataloški broj je 27382. COSPARova oznaka je 2002-008-A. Zemlju je obilazio u 89,59 minuta. Pri lansiranju bio je mase kg. 
Sletio je na Zemlju 27. lipnja 2002. godine, a dijelovi rakete vratili su se u atmosferu još u veljači.

## Vanjske poveznice
- N2YO.com Search Satellite Database
- Celes Trak SATCAT Format Documentation (engl.)
- Kunstman  Arhivirana inačica izvorne stranice od 12. kolovoza 2019. (Wayback Machine) Satellites in Orbit (engl.)